# Scheuen
Scheuen ist ein Stadtteil der Stadt Celle in Niedersachsen, der nördlich des Stadtzentrums liegt.

## Geschichte
Scheuen wurde erstmals 1290 urkundlich erwähnt und gehörte zum Kirchspiel Groß Hehlen.
Ab 1870 wurde das Gebiet nordöstlich von Scheuen (Reiherberg und Arloh) als Schießplatz der Garnison Celle genutzt. Während des Ersten Weltkriegs befand sich bei Scheuen ein Flugplatz der Kaiserlichen Marine, außerdem das Cellelager für mehrere Tausend, auch italienische Kriegsgefangene, darunter Carlo Emilio Gadda und Bonaventura Tecchi.
Im Jahr 1938, während der Aufrüstung der Wehrmacht, begann der Bau einer Munitionsanstalt mit 200 Gebäuden.
Nach dem Zweiten Weltkrieg wurden Bunkeranlagen und verbliebene Kampfmittel gesprengt. Das Gelände und noch brauchbare Gebäude wurden von den Britischen Streitkräften als Depot genutzt. Das Areal wurde 1956 an die Bundeswehr übergeben. Diese baute auf einem Teil des Geländes die Freiherr-von-Fritsch-Kaserne, benannt nach dem General Freiherr von Fritsch (1880–1939). Dort waren Einheiten der Panzerbrigade 33 stationiert, zuletzt das Panzerlehrbataillon 334. Die Kaserne wurde 2006 geschlossen.
Am 1. Januar 1973 wurde Scheuen aus Winsen/Aller nach Celle eingemeindet.

## Politik

### Ortsrat
Scheuen hat einen gemeinsamen Ortsrat mit den Ortsteilen Groß Hehlen und Hustedt mit neun Mitgliedern.

Bei der Kommunalwahl 2021 ergab sich folgende Sitzverteilung:
| Ortsrat 2021Insgesamt 9 Sitze - SPD: 3 - Grüne: 1 - Unab.: 1 - CDU: 4 |

### Ortsbürgermeister
Ortsbürgermeister ist Patrick Brammer (SPD). Stellvertretende Ortsbürgermeister sind Hans-Heinrich Kohrs (Unabhängige) und Janne Schmidt (Bündnis 90/Die Grünen).

## Religion
Scheuen ist Teil der evangelisch-lutherischen Kirchengemeinde Groß Hehlen und damit des Kirchenkreises Celle. Die katholischen Christen gehören zum römisch-katholischen Bistum Hildesheim.

## Wirtschaft und Infrastruktur
Der angeschlossene Standortübungsplatz wird weiterhin von der Bundeswehr genutzt. Eine ehemalige Standortschießanlage wurde 2007 von der Jägerschaft Celle und einer privaten Jagdschule zu einem modernen Schießpark umgebaut.
Im ehemaligen Soldatenheim befindet sich seit 2008 das „Zentrum der Eziden in Niedersachsen“ (Jesiden). Auf dem Kasernengelände beginnt 2012 der Neubau eines Standorts der Niedersächsischen Akademie für Brand- und Katastrophenschutz.
Der Flugplatz Celle-Arloh liegt östlich von Scheuen, das Segelfluggelände Scheuen südlich.
Scheuen liegt an der Bahnstrecke Celle–Soltau sowie früher an der Strecke nach Garßen.